# ダナ・エア992便墜落事故
ダナ・エア992便墜落事故（だな・えあ992びんついらくじこ）は、2012年6月3日にナイジェリアのラゴスで発生した航空事故である。ンナムディ・アジキウェ国際空港発ムルタラ・モハンマド国際空港行きだったダナ・エア992便（マクドネル・ダグラス MD-83）が飛行中、エンジントラブルに見舞われた。加えて、パイロットが手順を誤ったため機体はムルタラ・モハンマド国際空港手前の住宅地に墜落した。機体は地上の建物等に衝突し、乗員乗客153人全員と地上の6人の合計159人が死亡した。この事故は、マクドネル・ダグラス MD-83において最悪の事故である。

## 事故機

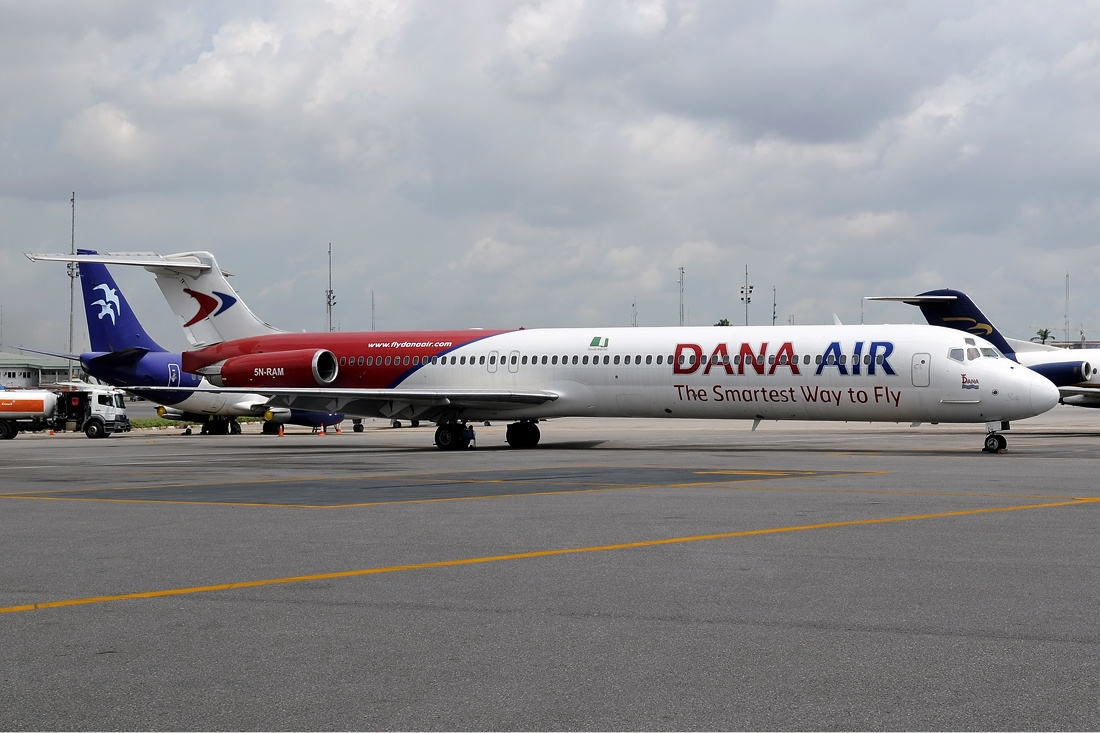
2009年にムルタラ・モハンマド国際空港で撮影された事故機

事故機のマクドネル・ダグラス MD-83（5N-RAM）は、2基のプラット・アンド・ホイットニー JT8D-219を搭載しており、1990年に製造された。同年、アラスカ航空に納入され、2009年2月にダナ・エアへ売却された。また、事故機の総飛行時間は60,800時間を越えていた。第1エンジンの総飛行時間は55,300時間、第2エンジンは26,000時間を越えており、最終メンテナンスは事故の2日前に行われていた。

## 乗員乗客
| 国籍           | 乗客 | 乗員 | 地上 | 合計 |
| -------------- | ---- | ---- | ---- | ---- |
| ナイジェリア   | 134  | 4    | 6    | 142  |
| 中国           | 6    | 0    | 0    | 6    |
| アメリカ合衆国 | 2    | 1    | 0    | 3    |
| インド         | 1    | 1    | 0    | 2    |
| ベナン         | 1    | 0    | 0    | 1    |
| カナダ         | 1    | 0    | 0    | 1    |
| フランス       | 1    | 0    | 0    | 1    |
| ドイツ         | 1    | 0    | 0    | 1    |
| インドネシア   | 1    | 0    | 0    | 1    |
| レバノン       | 1    | 0    | 0    | 1    |
| 合計           | 147  | 6    | 6    | 159  |

ナイジェリアの事故調査局の発表によると、992便にはナイジェリア国籍以外の人々が17人搭乗していた。内訳は、中国人6人、アメリカ人3人、インド人2人、インドネシア人、レバノン人、ドイツ人、フランス人、カナダ人、ベナン人がそれぞれ1人だった。ナイジェリアの報道機関は、結婚したカップルが犠牲者の中にいたと新たに報じた。また地元メディアによると、犠牲者には3人の陸軍将軍を含む複数人の軍人が含まれていた。

### 乗員
機長は55歳のアメリカ人男性だった。総飛行時間は18,116時間で、MD-83では7,466時間の飛行経験があった。2012年3月14日、ダナ・エアに雇用され、同年4月26日にシミュレータを含む訓練を修了した。その後、訓練教官の監督下で実機での飛行訓練を開始した。機長は、エアバスA320、マクドネル・ダグラス DC-9、フォッカー F-27、サーブ 340での操縦資格があった。
ナイジェリアの事故調査局が入手した文書によると、機長は2009年にハードランディングをしたにもかかわらず、飛行日誌に記録しなかったなどの罪に問われ、連邦航空局によって飛行停止処分を下されていた。ナイジェリアの航空当局（NCAA）が再発行した機長の飛行証明書にはNCAAのスタンプは押されていたが、署名はされていなかった。また、調査局は機長がコックピット・リソース・マネジメントの訓練を受けたという文書が無いと報告した。
副操縦士は34歳のインド人男性だった。総飛行時間は1,143時間で、MD-83では808時間の飛行経験があった。副操縦士は、2011年1月にパイロットとして雇用される以前に、ダナ・エアの機内サービスの責任者として働いていた。

## 事故の経緯
922便は、現地時間14時58分にアブジャを離陸し、高度26,000フィート (7,900 m)までの上昇を許可された。この時点では、機体に異常は見られなかった。
離陸から17分後、パイロットは左エンジンの異常に気付き、機長は管制官に「空港へ引き返したい（we just want to get home.）」と伝えた。副操縦士は問題を分析するため、エンジニアへ連絡することを提案した。しかし、機長は自身で解決できると判断し、エンジニアの助けは必要ないと言った。
機長は副操縦士に、地上職員が後部ドア付近のパネルを交換したか聞き、それに問題があったと発言した。パイロットは直面している問題について話し合いを続けたが、空港へ引き返すことは結局せず、992便は目的地のラゴスへ向けて飛行を続けた。しかし、飛行中に左右のエンジンのエンジン圧力比（EPR）に誤差が生じ始めた。パイロットは左エンジンのスロットルレバーを操作したが反応が無く、左エンジンが故障したと判断した。992便はラゴスへの降下を開始したが、クイック・リファレンス・ ハンドブック（QRH）の手順が実行されることはなかった。
機長は副操縦士に降下率を上げるよう指示したが、副操縦士は飛行距離を延ばすため徐々に降下した方が良いと言い、これを断った。992便は当初、滑走路18Lへの進入を許可されていたが、パイロットは滑走路18Rへの進入を要求し、管制官に許可された。
現地時間15時31分、パイロットは両エンジンが反応しないことを認識し、機長が操縦を代わった。しかし、パイロットは管制官には報告しなかった。両エンジンが故障したため、除氷装置やエンジンの再点火装置などが動作しなったが、機長は冷静であった。
15時35分、機長はNCAAによって今回の問題が調査されるだろうと発言した。
管制官は992便に対して機首方位やベクトルを指示した。この時、パイロットは自身の状況について心配しているようだった。また、パイロットは着陸前のチェックリストを実行し、エアブレーキや高揚力装置が展開された。このため、機体に生じる抗力が増加し、最終進入を継続するにはさらに推力が必要になった。
副操縦士は機長に両エンジンが作動しているか聞いた。エンジンはどちらも、スロットルレバーに反応せず、十分な推力も得られなかった。飛行中にQRHや緊急時に対するチェックリストが実行された様子はなかった。
15時41分、992便が空港の20km手前を飛行中にパイロットは緊急事態を宣言した。機長は、「両エンジンが故障、スロットルに反応しない（Dual Engine Failure, negative response from throttles.）」と繰り返し管制官に言った。パイロットはフラップを28度まで展開した。まだこの時点では機体は制御されており、パイロットは乗客に着陸に備えるよう指示した。
数分後、警報装置が「高度（altitude）」の警告を発した。フラップがさらに出され、着陸装置も展開された。機長は機体を失速させないようにしなければいけないと言った。その後25秒間、機長はエンジンの再始動や推力の回復を試みた。パイロットは、前方の建物などを回避するため、スタビライザー・トリムを操作したが機体は急速に降下し、高度警報は墜落まで鳴り続けた。
992便は、ムルタラ・モハンマド国際空港の北9.3kmに位置するIju-Ishaga地区に墜落した。機体は木々や建物に衝突し、火災が発生した。衝突した建物のうちの1つに可燃性液体が貯蔵されていたため、火災は悪化した。
ナイジェリアの地元紙であるザ・サンによると、数千人のラゴス居住者が墜落現場に駆けつけたため、現場は混沌としていた。群衆はホースを現場に持ち込もうとしたが、兵士たちは警棒などで群衆を分散させた。それに対して群衆は兵士に石を投げつけた。市の消防車が不足していたため、消火用の水が数時間にわたり不足しており、群衆はプラスチック製のバケツに水を入れて現場まで運んだ。また、消防車は現場付近の道路が狭かったため、到着は困難を極めた。

## 事故調査
事故現場への到着は困難だった。当初は火災と群衆によって制限され、その後は大雨と強風によって妨げられた。また、衝突された三階建ての建物が倒壊する可能性が懸念された。
政府によって事故調査委員会が設置された。フライトデータレコーダー（FDR）とコックピットボイスレコーダー（CVR）は現場から回収された。事故機はアメリカ製だったため、国家運輸安全委員会はオブザーバーという立場になった。事故後に発生した火災により、FDRとCVRは大きな損傷を受けていた。そのためFDRからはデータの取り出しが行えなかったが、CVRからは31分間のデータを取り出すことに成功した。着陸装置とフラップが展開された後、機長は両エンジンの警告灯が作動したこととエンジンが故障したことを報告していた。
2014年6月3日、ナイジェリアの事故調査局（AIB）は2回目の中間報告を行った。報告では、エンジンの調査が行われており、特に燃料システムについての調査が進行中であることが述べられた。また、調査が行われている最中の2013年10月6日に発生した同型機でのトラブルについても触れた。この2回目のトラブルを受けて、AIBはダナ・エアの安全管理体制を検査および監視が行われた。

### 検死
ラゴス州立大学のJohn Obafunwa教授により検死が行われた。AIBは、全ての犠牲者の身元確認を行うことはできていないと述べ、少なくとも3人の身元が不明のままだった。

### 両エンジンの故障原因
AIBは両エンジンの燃料供給装置の調査を行った。すると、第5フィッティングに取り付けられた燃料パイプがどちらも破損していたことが判明した。これにより燃料漏れが発生し、パイロットがスロットルを操作してもエンジンは反応しなかった。

### 最終報告書
2017年3月13日、ナイジェリアのAIBは210ページに及ぶ最終報告書を公開した。

AIBは以下のことが墜落原因であると結論付けた。
- 第1エンジンが離陸の17分後に故障し、第2エンジンも最終進入中に故障したこと。
- パイロットがチェックリストを実行しなかったこと。また、電力関連の問題を過小評価したこと。
- 状況認識能力や意思決定能力の欠如、およびパイロットの飛行能力が不十分だったこと。

## 事故後
ナイジェリアのグッドラック・ジョナサン大統領は、この事故は「バウチ州で発生した自爆テロにより多くの罪の無い人々が犠牲になり悲嘆に暮れていた日に、さらに国民を悲しませた」と述べた。また、大統領はナイジェリアの航空業界の安全性を高めるため「可能な限りの努力」をすると発言した。
ダナ・エアは24時間利用可能なホットラインを設置し、Webサイトにて追悼の意を述べた。
ナイジェリア政府は、ダナ・エアの運航証明書を取り消し、MD-83の飛行も禁止した。また、国内に存在する全ての航空会社を監査するため、技術委員会と管理委員会を設置した。この監査により、他の航空会社の機体も多くが接地され、飛行証明を取り消された。2012年9月5日、ダナ・エアの運航証明書取り消しが解除された。